# James Baker

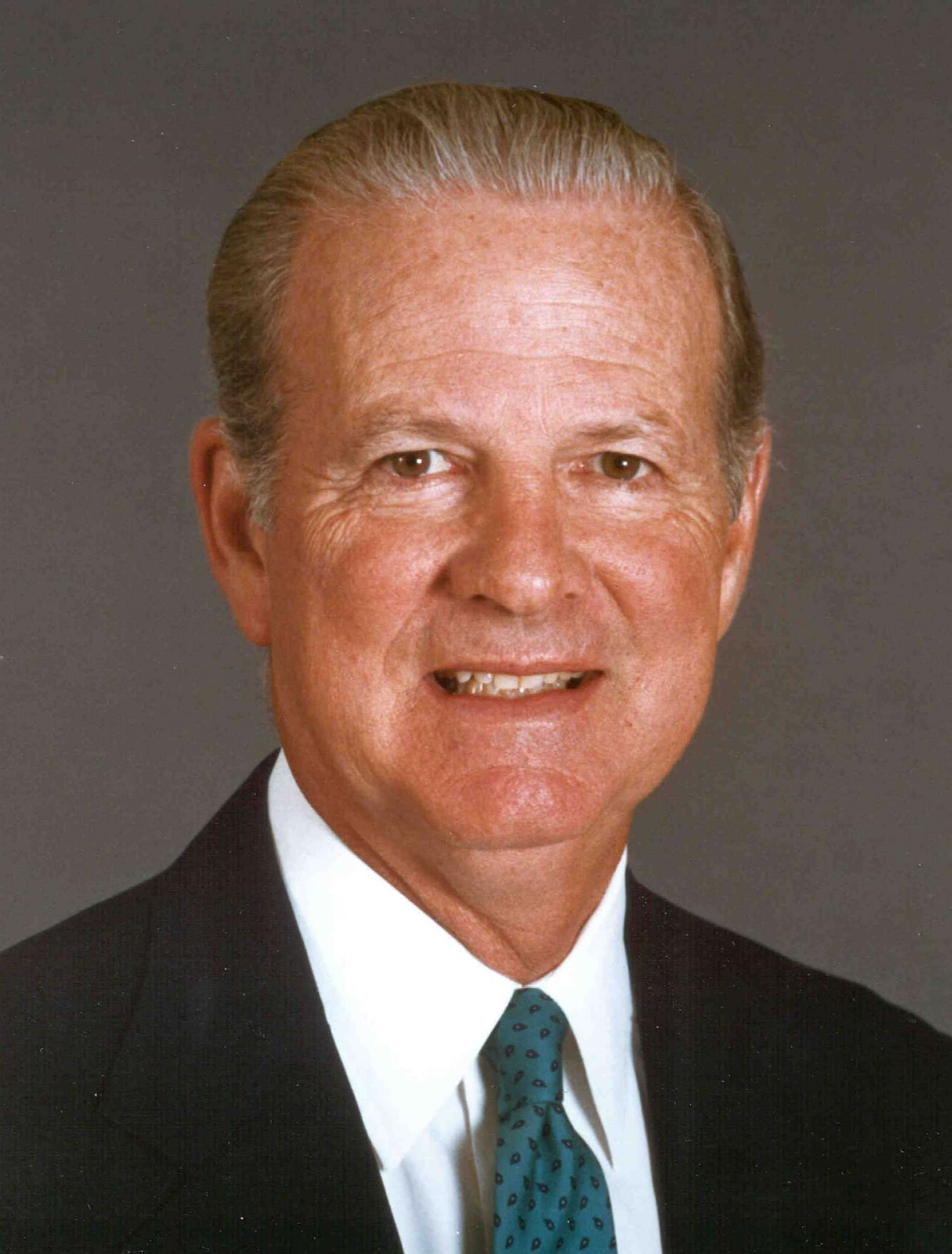
James Baker (ohne Jahr)

James Addison Baker III (* 28. April 1930 in Houston, Texas) ist ein US-amerikanischer Politiker und Diplomat. Er war von 1989 bis 1992 Außenminister der Vereinigten Staaten unter Präsident George Bush.

## Studium und Arbeit als Anwalt
Baker ist der Sohn des Anwalts James Addison Baker, Jr. und dessen Frau Ethel Bonner Means († 1991). Er studierte zunächst an der Princeton University. Von 1952 bis 1954 diente er als Lieutenant im Marine Corps, danach studierte er Jura an der University of Texas in Austin, wo er 1957 zum Juris Doctor (J.D.) graduierte. Bis 1975 arbeitete er dann in einer Anwaltskanzlei.
Daneben begann er eine politische Karriere. Er war zunächst Mitglied der Demokraten, wechselte dann aber zu den Republikanern. Schon 1970 leitete er einen erfolglosen Wahlkampf George Bushs, als dieser sich um einen Sitz im US-Senat bewarb und dem Demokraten Lloyd Bentsen unterlag.

## Politischer Aufstieg
Ab 1975 arbeitete er im Handelsministerium in der Regierung von Präsident Gerald Ford und war 1976 Leiter von dessen Wahlkampagne. 1980 leitete er erneut einen Wahlkampf für George Bush, nämlich in den Vorwahlen zur Präsidentschaftswahl gegen den republikanischen Mitbewerber Ronald Reagan. Reagan gewann sowohl diese Vorwahlen als auch die spätere Wahl gegen Amtsinhaber Jimmy Carter. George Bush wurde Vizepräsident, und Baker wurde 1981 von Reagan zum Stabschef des Weißen Hauses ernannt. Diesen Posten behielt er bis 1985, als er in Reagans zweitem Kabinett Finanzminister wurde.

## Außenminister unter George Bush

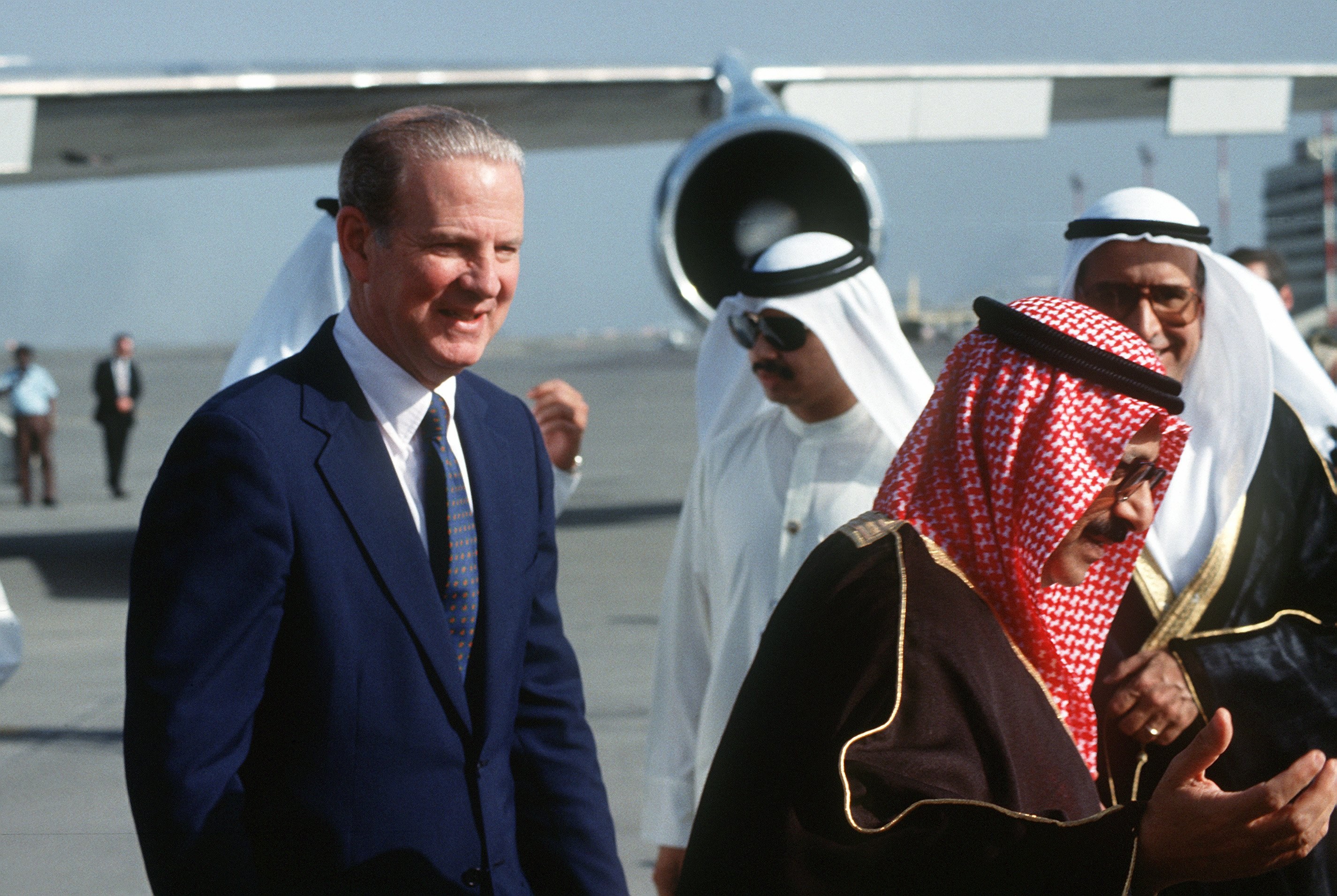
Baker in Kuwait (1991)

1988 leitete er erneut den Wahlkampf von George Bush, der diesmal die republikanische Vorwahl gewann und auch in der Präsidentschaftswahl gegen Michael Dukakis erfolgreich war. Baker wurde von Bush zum Außenminister ernannt. In dieser Funktion nahm er 1990 auch an den „Zwei-plus-Vier-Verhandlungen“ teil, wo er als starker Fürsprecher der deutschen Einheit auftrat. Die Unterstützung der USA gilt als wichtige Ursache für deren Gelingen.
Im Zweiten Golfkrieg von 1991 schmiedete er die Allianz zur Befreiung Kuwaits unter dem Mandat der Vereinten Nationen.

## Auszeichnungen und Preise
- 1991: Für seine Verdienste wurde er mit der Presidential Medal of Freedom ausgezeichnet.
- 2008: Aufnahme in die American Academy of Arts and Sciences
- 2014: Kissinger Prize der American Academy in Berlin
- 2015: Großer Orden der Aufgehenden Sonne am Band (Japan)[1]

## Tätigkeit seit 1992
Am 23. August 1992 trat Baker als Außenminister zurück und wurde erneut Stabschef im Weißen Haus. Nach der Niederlage Bushs gegen Bill Clinton bei der Präsidentschaftswahl 1992 arbeitete Baker wieder als Anwalt. 1993 wurde er als Berater bei Enron eingestellt.
1997 wurde er zum UN-Sondergesandten für den Westsaharakonflikt ernannt. 2004 zog er sich von diesem Posten zurück, weil es nicht gelungen war, eine Einigung zwischen Marokko, das das Land annektiert hatte, und der POLISARIO, die sich als Vertretung der „Demokratischen Arabischen Republik Sahara“ sieht, zu erreichen. Während dieser Zeit entwarf Baker zwei Pläne, die ein Referendum in der Westsahara ermöglichen sollten.
Baker-Plan I vom 20. Juli 2001
Neben den beiden Hauptkonfliktpartnern wurden auch Mauretanien und Algerien in die Verhandlungen einbezogen. Dieser erste Plan Bakers, der auch als „Framework Agreement“ bekannt ist, erhielt die Unterstützung des Sicherheitsrates der VN. Der Plan sah eine weitgehende Autonomie der Westsahara vor. Die Außenvertretung des Gebietes sollte von Marokko geleistet werden. Am Ende einer Übergangsperiode sollte die ansässige Wohnbevölkerung der Westsahara über die Frage der politischen Zukunft der Region entscheiden. Diese Vorschläge lehnten jedoch POLISARIO und Algerien ab.
Baker-Plan II vom 23. Mai 2003
Der folgende so genannte „Baker-Plan II“ konkretisierte die Frage der Dauer der autonomen Übergangsphase und die Frage der Verwaltung des autonomen Gebietes. Für diese Übergangsphase sah der Plan einen Zeitraum von fünf Jahren vor. Hinsichtlich der Zusammensetzung einer Autonomieverwaltung („West Sahara Authority“) wurde auch eine Beteiligung der POLISARIO vorgeschlagen. Darüber hinaus enthielt der Plan als mögliche Option den Vorschlag einer dauerhaften Autonomie. Diesem Vorschlag stimmte die POLISARIO zu. Er wurde aber von Marokko abgelehnt.
Beide Pläne wurden seit 2005 in den Resolutionen der UN nicht mehr benannt. Es wurde die Befürchtung geäußert, dass ein politisches Vakuum entstehen würde, da es keinen neuen Plan gab.

### Während der Bush-Regierung und während des Iraq-Krieges
Baker beriet George W. Bush auch in Bezug auf den Irak. Als 2003 die US-Besetzung des Irak begann, war zunächst der Wunschkandidat der Bush-Regierung für die Leitung der Coalition Provisional Authority, wurde jedoch als zu alt erachtet. Im Dezember 2003 ernannte Präsident Bush Baker zu seinem Sondergesandten, um verschiedene ausländische Gläubigernationen zu bitten, internationale Schulden in Höhe von 100 Milliarden US-Dollar zu erlassen oder umzustrukturieren, die die irakische Regierung während der Amtszeit von Saddam Hussein aufgenommen hatte.

### Irak-Studiengruppe
Am 15. März 2006 kündigte der Kongress die Bildung der Irak-Studiengruppe an, einem hochrangigen Gremium prominenter ehemaliger Beamter, das von Mitgliedern des Kongresses beauftragt wurde, die Politik Amerikas gegenüber dem Irak neu zu bewerten. Baker war zusammen mit dem demokratischen Kongressabgeordneten Lee H. Hamilton der republikanische Co-Vorsitzende, um den Kongress in Bezug auf den Irak zu beraten. Die Irak-Studiengruppe untersuchte eine Reihe von Ideen, darunter eine, die eine neue Machtteilungsvereinbarung im Irak schaffen sollte, die den regionalen Fraktionen mehr Autonomie einräumen würde. Am 9. Oktober 2006 zitierte die Washington Post den Ko-Vorsitzenden Baker mit den Worten: „Unsere Kommission ist der Ansicht, dass es zwischen den genannten Alternativen, die in der politischen Debatte diskutiert werden, nämlich ‚Kurs halten‘ und ‚Kürzen und abziehen‘, noch weitere Möglichkeiten gibt.“
Bei der Wahlkampagne von George W. Bush im Jahr 2000 war Baker Rechtsberater der republikanischen Kampagne und überwachte für die Republikaner die Nachzählung in Florida. Seit Dezember 2003 ist James Baker Irak-Gesandter der US-Regierung. Er verhandelt unter anderem mit anderen Staaten darüber, dem Irak Schulden zu erlassen.
Baker wurde 2008 zum Fellow der American Academy of Arts and Sciences gewählt.

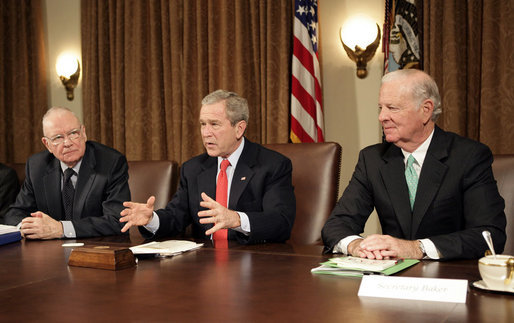
James Baker (rechts) übergibt mit Lee Hamilton (links) den Iraq Study Group Report an George W. Bush (6. Dezember 2006)

## Die Baker-Kommission
Am 6. Dezember 2006 legte eine überparteiliche Kommission unter der Leitung von Baker und dem ehemaligen demokratischen Parlamentsabgeordneten Lee H. Hamilton den Iraq Study Group Report vor, der einen radikalen Kurswechsel in der amerikanischen Irakpolitik einleiten könnte. Sie war paritätisch mit Demokraten und Republikanern besetzt und suchte nach Auswegen aus der gewalttätigen Krise im Irak. Als Ergebnis der Beratungen wird ein Teilabzug der USA aus dem Irak bis 2008 sowie direkte Verhandlungen mit Syrien und dem Iran im Irak vorgeschlagen. Deutschland, Japan und Südkorea werden als Mitglieder einer Unterstützergruppe vorgeschlagen. Bereits am Tag der offiziellen Veröffentlichung hat die Verlagsgruppe Random House (Bertelsmann) die Empfehlungen der Expertengruppe als Taschenbuchausgabe herausgebracht.